# Ergot (oiseau)
Pour les articles homonymes, voir Ergot.

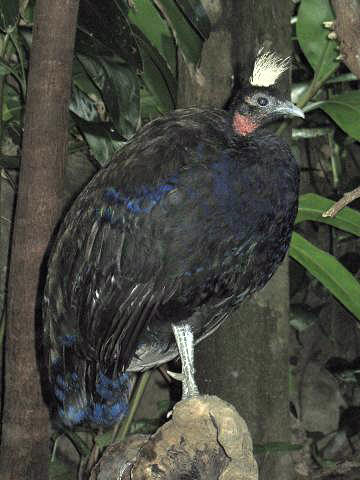
On distingue nettement l'ergot du Paon du Congo, un galliforme

Un ergot est un éperon sur les pattes, derrière le tarse sur le métacarpe que portent les Galloanserae, bien qu'il soit plus uniformément présent chez les galliformes. Ce tégument est en général plus important chez les mâles. Ils croissent tout le long de la vie de l'animal si bien que cela permet de déterminer son âge.
Chez le Coq doré les ergots sont très longs et très pointus, alors qu'ils sont obtus chez le dindon. La Merganette des torrents et les Kamichi en possèdent.
Certains coqs de combats sont équipés d'ergots métalliques pour causer plus de dégâts. On nomme simplement éperons les autres productions cornées chez les autres oiseaux.
L'éperonnier malais est un faisan dont le nom vernaculaire fait référence à cet ergot.

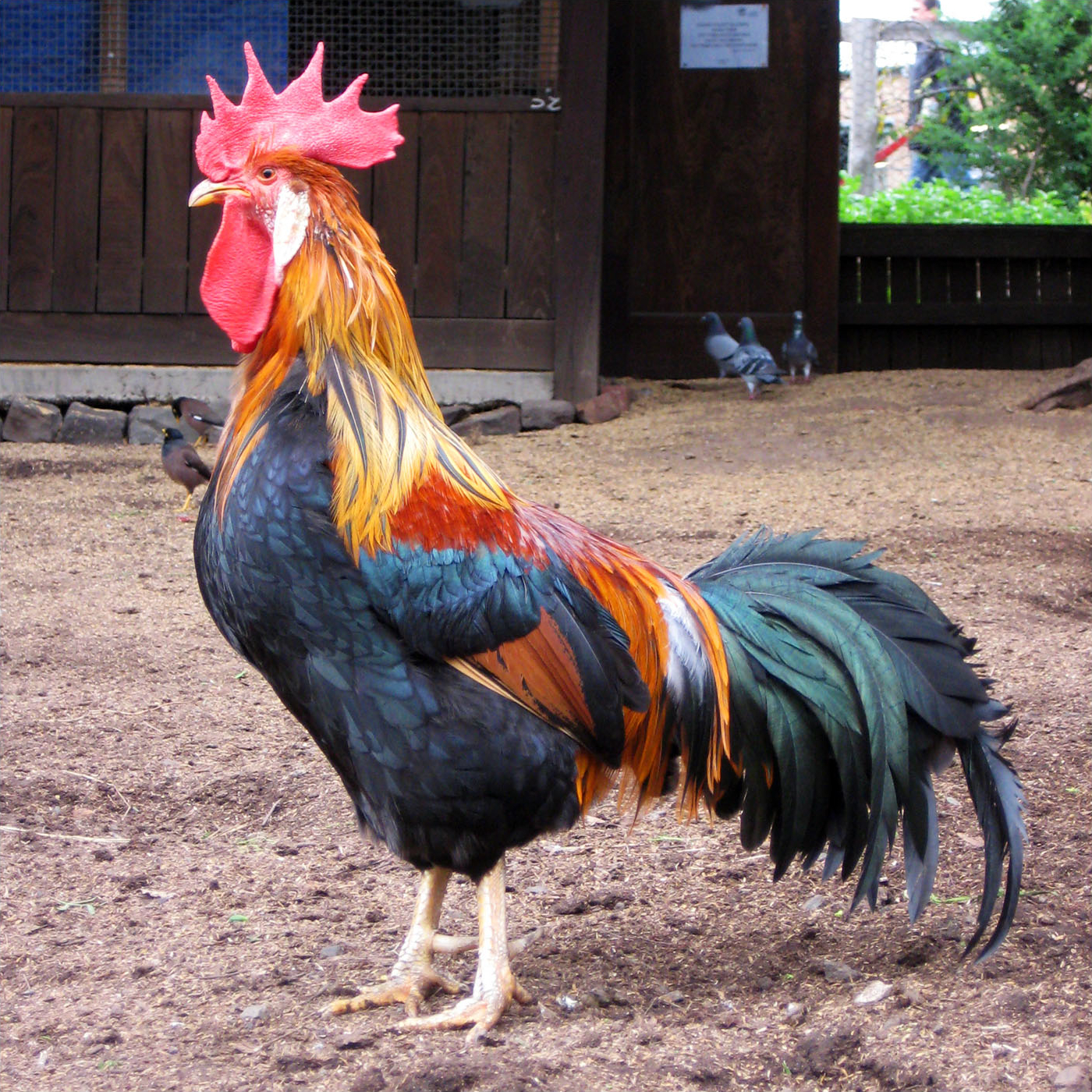
♂ Coq  (Gallus gallus domesticus)
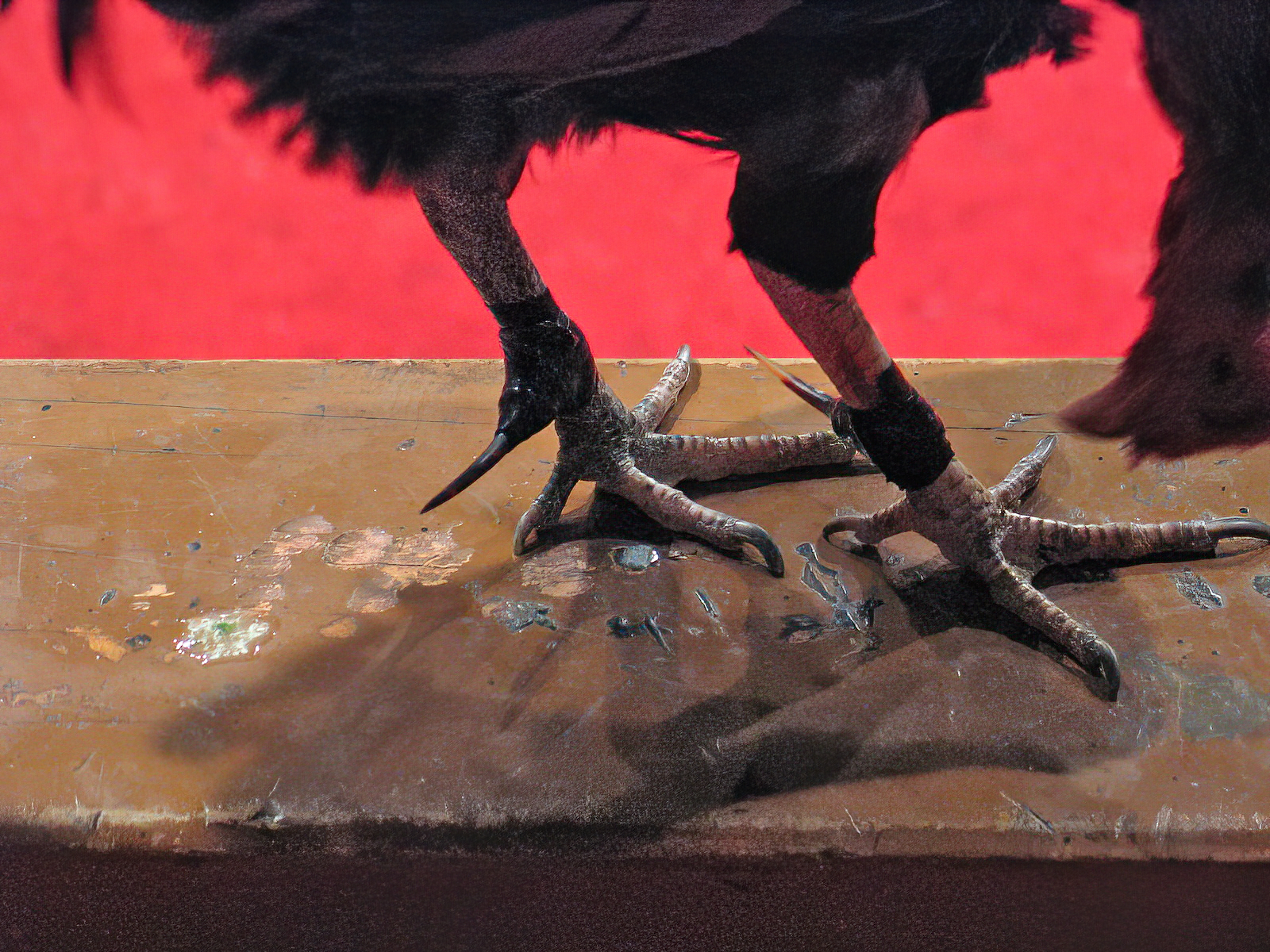
Coq de combat avec ergots métalliques en Équateur.